# Ledoborec typu 272
Typ 272 je třída ledoborců Námořnictva Čínské lidové osvobozenecké armády. Prototypový ledoborec této třídy byl uveden do provozu v prosinci 2015. Jeho hlavní operační oblastí je Pochajské moře.

## Stavba
Prototypový ledoborec Chaj-ping 722 byl navržen a v letech 2013–2015 postaven čínskými loděnicemi.
Jednotky typu 272:
| Jméno         | Zahájení stavby | Spuštěna    | Vstup do služby   | Status  |
| ------------- | --------------- | ----------- | ----------------- | ------- |
| Chaj-ping 722 | listopad 2013   | březen 2015 | 28. prosince 2015 | aktivní |

## Konstrukce
Na zádi je přistávací plocha pro vrtulník Z-8. Nejvyšší rychlost dosahuje 18 uzlů. Dosah je 7000 námořních mil.